# Hórreo Casa Jauki (Villanueva de Aézcoa)

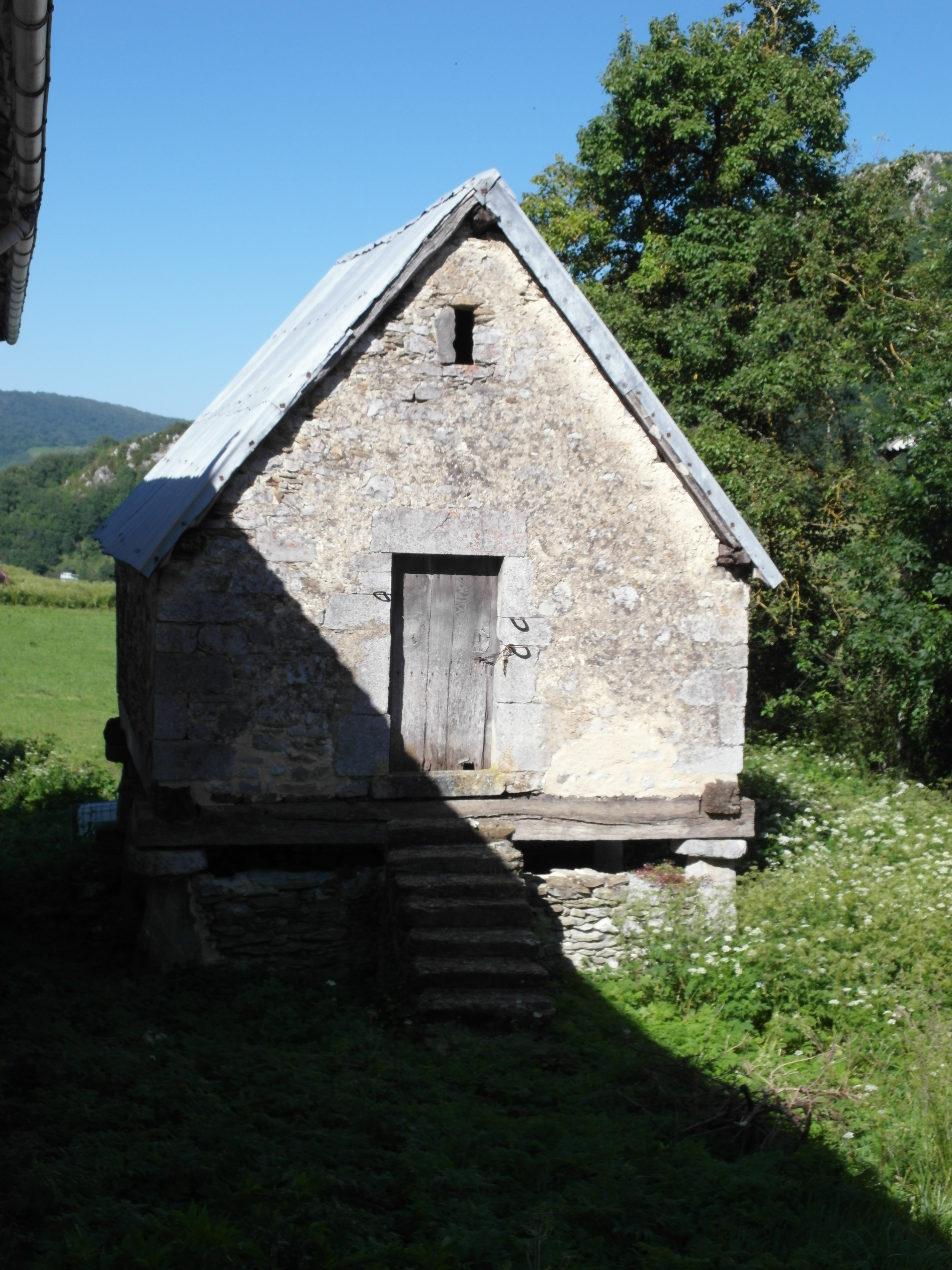
Hórreo Casa Jauki in Villanueva de Aézcoa

Der Hórreo Casa Jauki in Villanueva de Aézcoa, einer spanischen Gemeinde in der Autonomen Gemeinschaft Navarra, wurde 1822 errichtet. Der Hórreo in der Calle San Salvador ist seit 1993 ein geschütztes Kulturdenkmal (Bien de Interés Cultural).
Der Hórreo aus Bruchsteinmauerwerk mit Eckquaderung steht auf sechs Pfeilern. Er besitzt ein Satteldach, das in neuerer Zeit mit Blech gedeckt wurde und den Charakter des Gebäudes verfremdet. Den Eingang erreicht man über eine steinerne Treppe.